# Mandø
Mandø je severofríský ostrov patřící Dánsku. Nachází se v Severním moři. Má rozlohu 7,63 km². Je součástí administrativního regionu Syddanmark. Žijí zde zhruba čtyři desítky stálých obyvatel, soustředěných ve vesnici Mandø By na jihozápadě ostrova.
Na ostrově se nachází farní kostel z roku 1639, větrný mlýn a muzeum Mandøhuset. Pobřeží chrání před přílivem hráze Bydiget a Havnediget. S vesnicí Vester Vedsted na pevnině spojuje ostrov cesta Låningsvejen, která je sjízdná jen za odlivu. Obyvatelé se věnují zemědělství a rybolovu, turistickému ruchu slouží kemp a hostinec. Wattové pobřeží obývá četné ptactvo, jako je např. ústřičník velký, rybák dlouhoocasý, kajka mořská, jespák rezavý a břehouš rudý, v okolním moři žije tuleň obecný.
Na ostrově se narodil botanik Eugenius Warming.
Jihozápadně od ostrova se nachází písečný ostrov Koresand.

## Galerie

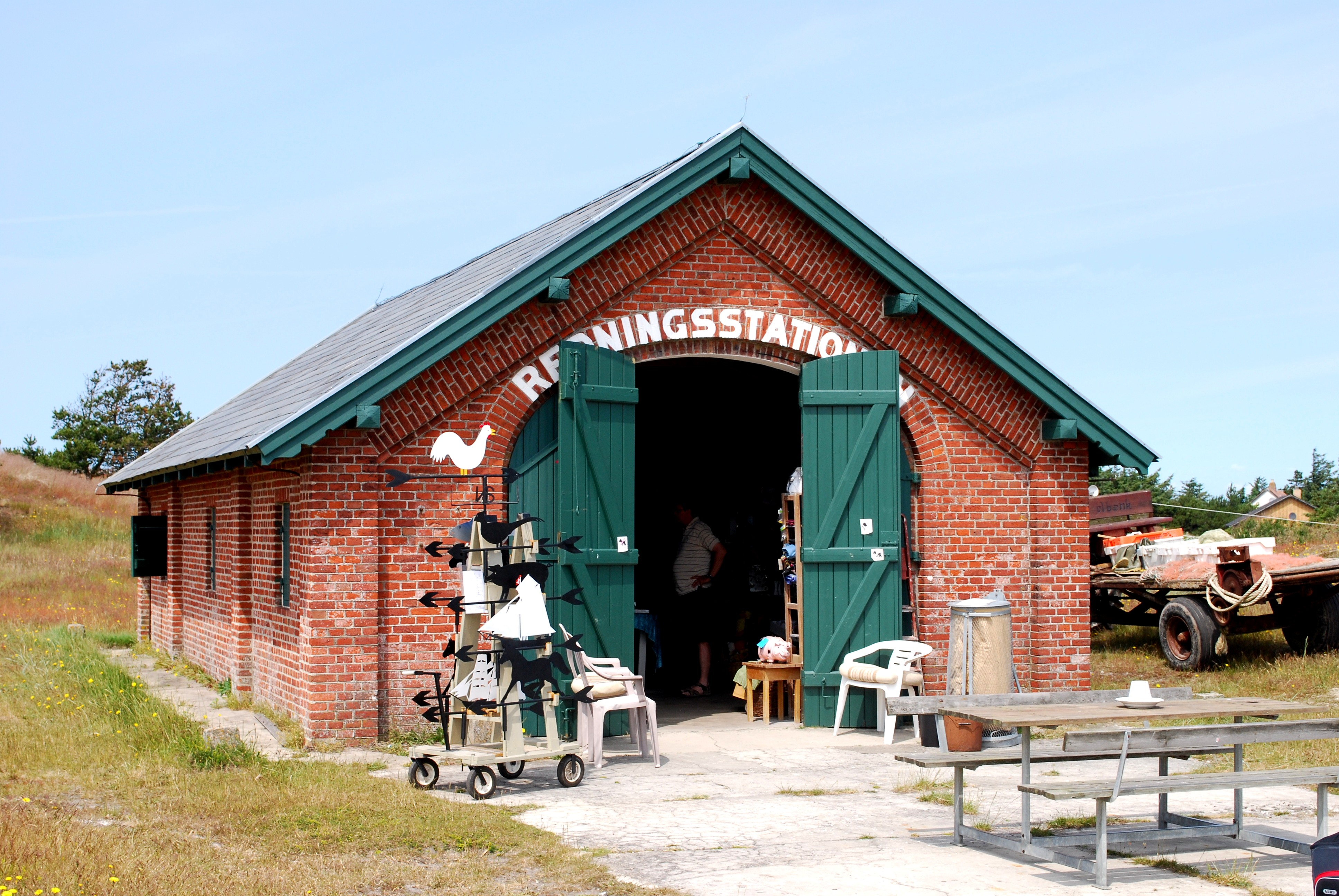
Záchranná stanice
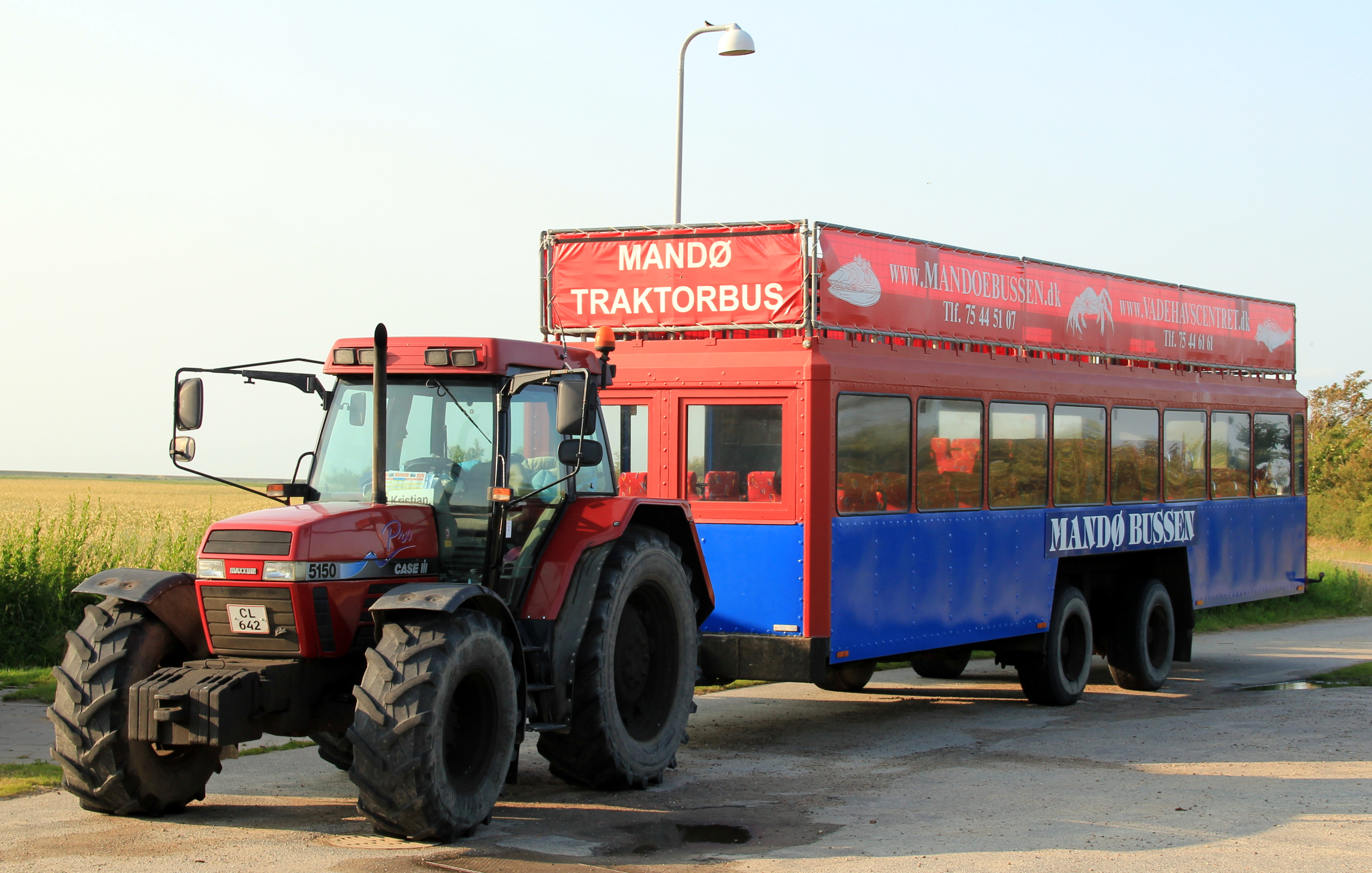
Místní traktorbusy
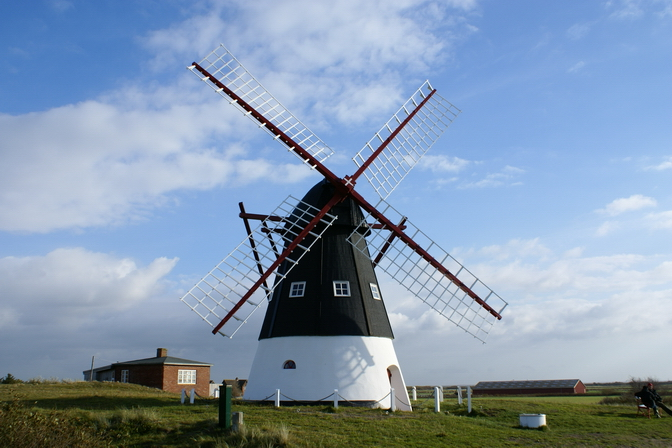
Větrný mlýn
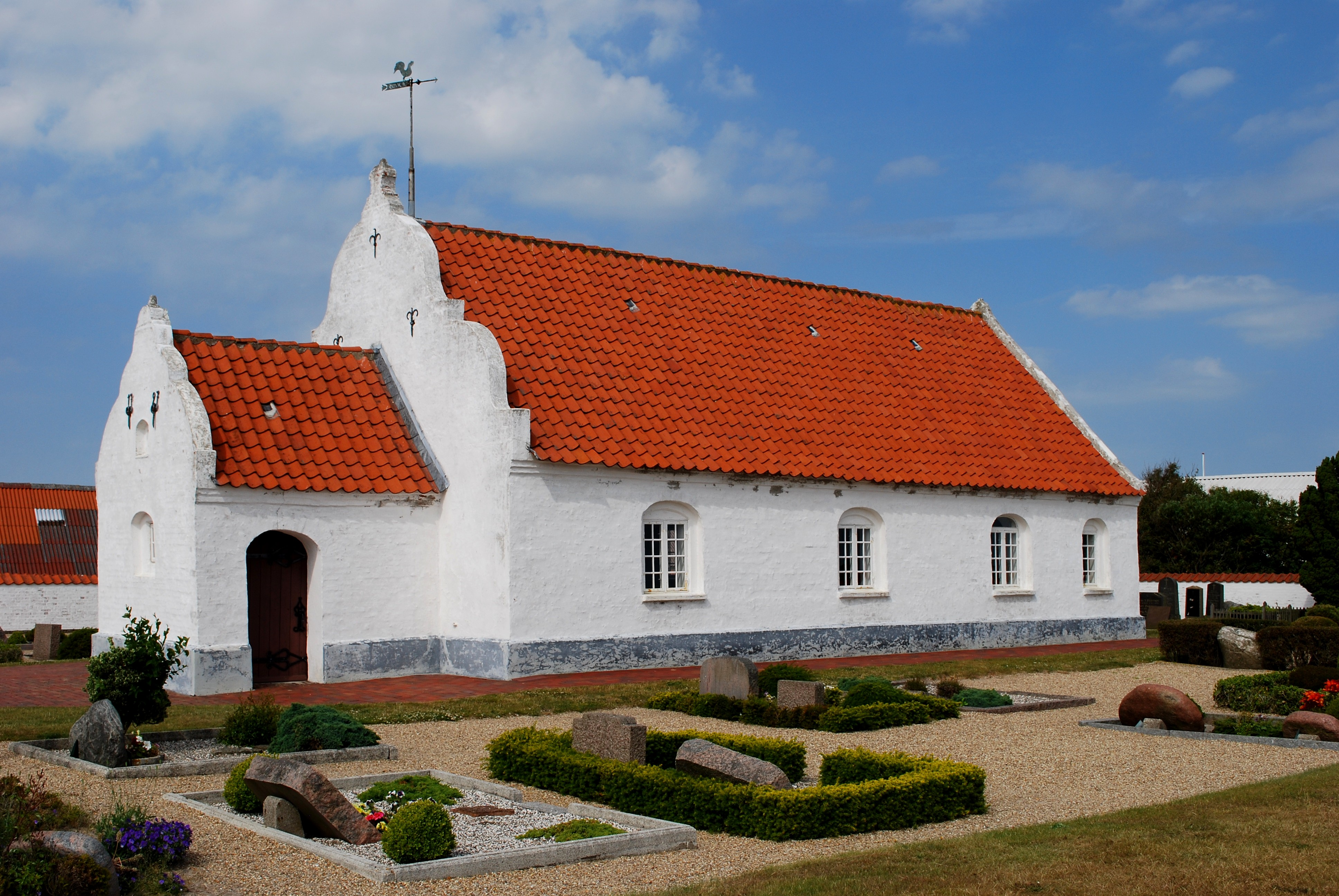
Kostel ze 17. století